# Amorim Energia
Amorim Energia B.V. é uma empresa portuguesa sediada em Amesterdão, Países Baixos. Amorim Energia B.V. opera como uma subsidiária da Amorim Investimentos e Participações.
O investidor Américo Amorim controla, direta ou indiretamente, 55% da Amorim Energia, outros 45% são controlado pela empresa offshore Esperanza Holding, propriedade da petrolífera estatal Sonangol e Isabel dos Santos, ambos de Angola.
Amorim Energia detém 33,34% do capital social da Galp Energia, a única operadora de petróleo e gás em Portugal.